# São Martinho das Chãs
São Martinho das Chãs é uma povoação portuguesa sede da Freguesia de São Martinho das Chãs do Município de Armamar, freguesia com 9,67 km² de área e 478 habitantes (censo de 2021), tendo, por isso, uma densidade populacional de 49,4 hab./km².
São Martinho é uma freguesia bastante grande com três povoações: São Martinho, Gogim e Lumiares. Com 762 habitantes (Censos 2001) e 226 famílias clássicas é a segunda maior em área total com 9,7 km² (num total de 117,1 km² que tem o Município).

## História
A povoação fez parte do termo da vila de Lumiares até à extinção do mesmo Concelho em 1834, altura em que passou a integrar o de São Cosmado até 1855. É uma das mais antigas paróquias da diocese de Lamego e o templo primitivo que existia no local da atual igreja terá origens no período da monarquia visigótica. (século VI).
Em 1527 o “Numeramento” dava à cabeça de Concelho (Lumiares) 43 moradores, tendo: S. Martinho, 30; Vila Nova, 6; Santa Cruz, 43; Gogim, 63; e Casal de Fagilde, 2. Todos estes lugares eram pertencentes ao Concelho de Lumiares.
No Couto de Lumiares, composto pelas povoações de S. Martinho, Gogim, Vila Nova e Santa Cruz imperou o influente barão e trovador medieval D. Abril Peres, bisneto de Egas Moniz.

## Património
As ruas de São Martinho, estreitas e compondo na sua totalidade um povoado muito compacto, remontam ao típico ordenamento medieval.  Do património de S. Martinho ressalta a importância da Igreja Paroquial, coeva da de Armamar e das mais antigas do Município. É um monumento que requer uma visita atenta para apreciar alguns pormenores interessantes: um relógio de sol na parede sul; a torre do relógio; a cornija repleta de modilhões representando motivos simbólicos, isto para falar só do exterior do monumento.

## Geografia
A freguesia de São Martinho das Chãs, situada na parte sul do Município e já numa zona de transição para climas mais frios, teve e tem uma agricultura diferente da que encontramos nas freguesias mais a norte, junto ao vale do Douro. Aqui se produzia antigamente muito cereal, nomeadamente centeio e milho, azeite e vinho.
Nos dias de hoje já não se vê cereal nem azeite e, mesmo vinhas, são muito poucas. A cultura dominante é a maçã. Gogim é o centro da fruticultura do Município. Na freguesia estão concentradas grande parte das unidades de refrigeração que conservam toneladas de maçã entre o período da colheita e expedição para os pontos de venda.
A cultura da maçã terá surgido aqui pela mão de D. Francisco Maria Martinho de Almeida Manuel de Vilhena (9.º conde de Vila Flor e 2.º de Alpedrinha). Era um famoso engenheiro agrónomo e a ele se deve a experiência bem sucedida da cultura da maçã em Gogim.
Em Gogim merece destaque pela sua beleza, imponência e importância histórica a Casa Grande. Residência nobre, é o único solar existente no Município e aqui viveram os condes de Vila Flor e Alpedrinha. Tem capela particular de invocação a S. Domingos. Em 1713 teve obras de reconstrução para receber a boda de D. Miguel Teixeira de Carvalho (1669-1756) com D. Maria Engrácia de Albuquerque. Este acontecimento marcou a memória dos habitantes de Gogim e de todas as gentes do Concelho pela dimensão da festa com grande número de convidados, e pela abundância das sedas e dos damascos e o luxo dos coches que ali se viram.
Lumiares, a outra povoação da freguesia, foi em tempos terra muito importante. Cabeça de Concelho e de Condado, no primeiro terço do século XIV era paróquia da diocese de Lamego.
Teve foral antigo e D. Manuel concedeu-lhe foral novo em 9 de março de 1515 com casa de Câmara, vereadores e justiça própria com juiz. Em 1834 o Concelho foi extinto.
Do património de Lumiares, que terá sido muito rico, pouco resta. A capela paroquial, de invocação a Sra. da Graça persiste juntamente com o pelourinho, muito embora este tenha sido transformado em cruzeiro. No entanto não há grandes vestígios da arquitetura urbana medieval, nem dos paços nobres que foram habitação dos filhos de Egas Moniz e depois de D. Abril Peres, senhor do Condado.

## Demografia
A população registada nos censos foi:
| Distribuição da População por Grupos Etários | Distribuição da População por Grupos Etários | Distribuição da População por Grupos Etários | Distribuição da População por Grupos Etários | Distribuição da População por Grupos Etários |
| -------------------------------------------- | -------------------------------------------- | -------------------------------------------- | -------------------------------------------- | -------------------------------------------- |
| Ano                                          | 0-14 Anos                                    | 15-24 Anos                                   | 25-64 Anos                                   | > 65 Anos                                    |
| 2001                                         | 127                                          | 111                                          | 353                                          | 135                                          |
| 2011                                         | 76                                           | 71                                           | 278                                          | 124                                          |
| 2021                                         | 40                                           | 66                                           | 243                                          | 129                                          |